# در تعقیب جو
در تعقیب جو (به انگلیسی: Run, Joe, Run) نام یک مجموعهٔ تلویزیونی آمریکایی است که طی سال‌های ۱۹۷۴ تا ۱۹۷۶ از شبکهٔ ان‌بی‌سی آمریکا و در سال‌های ۱۳۵۶ و ۱۳۵۷ خورشیدی و همچنین اوایل دههٔ ۷۰ خورشیدی از شبکهٔ اول سیمای ایران پخش شده است.

## بازیگران
- آرچ وایتینگ
- چاد استیتس
- سوزان آلپرن
- پال فریس (راوی)[۱]